# لوئیس آلبرتو لاکایه
لوئیس آلبرتو لاکایه (اسپانیایی: Luis Alberto Lacalle‎؛ زادهٔ ۱۳ ژوئیهٔ ۱۹۴۱) یک وکیل و سیاستمدار اهل اروگوئه است. وی از سال ۱۹۹۰ تا ۱۹۹۵ رئیس‌جمهور اروگوئه بود.